# عنت (صور)
عنت منطقة سكنية تقع في ولاية صور، التابعة لمحافظة جنوب الشرقية في سلطنة عمان. يقدر عدد سكانها بـ 5 نسمة حسب إحصاء عام 2010 التابع للمركز الوطني للإحصاء والمعلومات الحكومي. رمز المنطقة هو 80130192.

## الوصلات الخارجية
- المركز الوطني للإحصاء والمعلومات، سلطنة عمان